# Ladislao il Calvo
Ladislao detto il Calvo (in ungherese Szár László; in latino Ladislas calvus) (... – 1030 circa) fu un membro della dinastia degli Arpadi e nipote di Taksony, gran principe dei magiari.
È l'unico fratello conosciuto di Vazul, un duca ribelle che fu accecato per ordine di loro cugino, re santo Stefano I d'Ungheria, nel 1031 o 1032. I cronisti medievali, nel loro tentativo di sottacere sul fatto che i re d'Ungheria discendessero da un principe condannato dal compianto primo sovrano della storia ungherese, riferiscono che al posto di Vazul fu Ladislao uno dei capostipiti dei monarchi ungheresi. Ján Steinhübel e altri storici slovacchi moderni sostengono che agì in veste di duca di Nitra di un territorio allora vassallo della Polonia, ma questa teoria non è stata universalmente accettata dagli storici.

## Biografia
Ladislao era figlio di Mihály, a sua volta ultimogenito del gran principe Taksony. Secondo gli storici ungheresi, incluso Gyula Kristó, si trattava del più giovane dei due figli di Mihály. Al contrario, Steinhübel e altri studiosi slovacchi ritengono suo fratello Vazul il minore. Il nome della madre resta avvolto nel mistero: György Györffy scrive che «potrebbe aver avuto» un legame di parentela con Samuele di Bulgaria, in quanto il nome dei suoi due discendenti era popolare tra i Cometopuli.
Györffy sostiene anche che né Ladislao né suo fratello, essendo entrambi ancora minorenni, erano in grado di ricoprire funzioni amministrative quando il padre morì qualche tempo prima del 997. Distaccandosi da questo filone, Vladimir Segeš ipotizza che il loro zio, il gran principe Géza nominò Ladislao in veste di «duca di Nitra» subito dopo l'assassinio del padre, già intorno al 977, su ordine stesso del gran principe. Segeš aggiunge che Géza congedò Ladislao in favore di suo figlio Stefano nel 995, ma che quest'ultimo, quando subentrò a Géza in veste di gran principe nel 997, concesse nuovamente il ducato a Ladislao.
Un terzo punto di vista è quello esposto da Steinhübel. Egli immagina che Ladislao il Calvo divenne duca di Nitra solo dopo che Boleslao il Coraggioso, duca di Polonia occupò vasti territori a nord del fiume Danubio nel 1001 sottraendoli a Stefano, il quale nel frattempo era stato incoronato primo re d'Ungheria. Anche Segeš aderisce alla visione di chi ritiene che Ladislao amministrò per la seconda volta il ducato di Nitra sotto la sovranità polacca all'inizio dell'XI secolo. Va però detto che la teoria secondo cui vasti territori a nord del Danubio fossero a quell'epoca sotto la sovranità polacca all'inizio dell'XI secolo si regge su una sola fonte e per giunta tarda, il Chronicon Hungarico-Polonicum, aspramente criticato per la sua scarsa affidabilità da Györffy. Il testo riferisce che il «ducato di Nitra» ricadeva al tempo sotto l'autorità di una delle famiglie fedeli a re Stefano, gli Hont.
Resta inoltre oggetto di dibattito tra gli storici slovacchi se Ladislao si spense in veste di vassallo di Boleslao il Coraggioso o di Stefano I. A giudizio di Segeš, morì soltanto dopo che i polacchi si ritirarono dal ducato di Nitra nel 1018, anno in cui gli subentrò suo fratello Vazul come vassallo di re Stefano. Non è dello stesso avviso Steinhübel, il quale afferma che Ladislao era ancora vassallo di Boleslao il Coraggioso quando morì e che suo fratello gli succedette qualche tempo prima del 1030.

## Famiglia
La Chronica Picta riferisce che sua moglie fosse originaria della Rus' di Kiev». Sulla base di questo resoconto, lo storico ungherese Gyula Kristó identifica la donna con un membro della dinastia rjurikide residente nella Rus' di Kiev. Inoltre, azzarda anche un nome della nobildonna, probabilmente conosciuta come Premislava. Secondo molte cronache ungheresi, Ladislao fu il capostipite dei re d'Ungheria regnanti dopo il 1046, in quanto ebbe tre figli di cui due furono sovrani, ovvero Andrea I e Béla I d'Ungheria. Tuttavia, altre fonti, tra cui la Cronaca di Zagabria e una Leggenda di San Gerardo, tramandano la tradizione secondo cui il padre fosse in realtà Vazul. Sia Györffy che Steinhübel scrivono che Ladislao il Calvo ebbe un figlio, ma il cui nome era Bonuzlo secondo il primo autore e Domoslav per il secondo.
Il seguente albero genealogico presenta gli antenati di Vazul e la sua progenie.
|  |  |                      |                      |                      |                      | Árpád                | Árpád                | Árpád  | Árpád  | Árpád                     | Árpád                     |                           |                           |                           |                           | Menumorut (a) | Menumorut (a) | Menumorut (a) | Menumorut (a) | Menumorut (a)               | Menumorut (a)               |                             |                             |                             |                             |  |  |                             |                             |                             |                             |                             |                             |                     |                     |                     |                     |                |                |                |                |                |                |  |  |  |  |  |  |
|  |  |                      |                      |                      |                      | Árpád                | Árpád                | Árpád  | Árpád  | Árpád                     | Árpád                     |                           |                           |                           |                           | Menumorut (a) | Menumorut (a) | Menumorut (a) | Menumorut (a) | Menumorut (a)               | Menumorut (a)               |                             |                             |                             |                             |  |  |                             |                             |                             |                             |                             |                             |                     |                     |                     |                     |                |                |                |                |                |                |  |  |  |  |  |  |
|  |  |                      |                      |                      |                      | Zoltán               | Zoltán               | Zoltán | Zoltán | Zoltán                    | Zoltán                    |                           |                           |                           |                           | figlia        | figlia        | figlia        | figlia        | figlia                      | figlia                      |                             |                             |                             |                             |  |  |                             |                             |                             |                             |                             |                             |                     |                     |                     |                     |                |                |                |                |                |                |  |  |  |  |  |  |
|  |  |                      |                      |                      |                      | Zoltán               | Zoltán               | Zoltán | Zoltán | Zoltán                    | Zoltán                    |                           |                           |                           |                           | figlia        | figlia        | figlia        | figlia        | figlia                      | figlia                      |                             |                             |                             |                             |  |  |                             |                             |                             |                             |                             |                             |                     |                     |                     |                     |                |                |                |                |                |                |  |  |  |  |  |  |
|  |  |                      |                      |                      |                      |                      |                      |        |        |                           |                           |                           |                           |                           |                           |               |               |               |               |                             |                             |                             |                             |                             |                             |  |  |                             |                             |                             |                             |                             |                             |                     |                     |                     |                     |                |                |                |                |                |                |  |  |  |  |  |  |
|  |  |                      |                      |                      |                      |                      |                      |        |        | Taksony                   | Taksony                   | Taksony                   | Taksony                   | Taksony                   | Taksony                   |               |               |               |               | una nobildonna «cumana» (b) | una nobildonna «cumana» (b) | una nobildonna «cumana» (b) | una nobildonna «cumana» (b) | una nobildonna «cumana» (b) | una nobildonna «cumana» (b) |  |  |                             |                             |                             |                             |                             |                             |                     |                     |                     |                     |                |                |                |                |                |                |  |  |  |  |  |  |
|  |  |                      |                      |                      |                      |                      |                      |        |        | Taksony                   | Taksony                   | Taksony                   | Taksony                   | Taksony                   | Taksony                   |               |               |               |               | una nobildonna «cumana» (b) | una nobildonna «cumana» (b) | una nobildonna «cumana» (b) | una nobildonna «cumana» (b) | una nobildonna «cumana» (b) | una nobildonna «cumana» (b) |  |  |                             |                             |                             |                             |                             |                             |                     |                     |                     |                     |                |                |                |                |                |                |  |  |  |  |  |  |
|  |  |                      |                      |                      |                      |                      |                      |        |        |                           |                           |                           |                           |                           |                           |               |               |               |               |                             |                             |                             |                             |                             |                             |  |  |                             |                             |                             |                             |                             |                             |                     |                     |                     |                     |                |                |                |                |                |                |  |  |  |  |  |  |
|  |  |                      |                      |                      |                      |                      |                      |        |        |                           |                           |                           |                           |                           |                           |               |               |               |               |                             |                             |                             |                             |                             |                             |  |  |                             |                             |                             |                             |                             |                             |                     |                     |                     |                     |                |                |                |                |                |                |  |  |  |  |  |  |
|  |  | Géza                 | Géza                 | Géza                 | Géza                 | Géza                 | Géza                 |        |        |                           |                           |                           |                           |                           |                           |               |               | Mihály        | Mihály        | Mihály                      | Mihály                      | Mihály                      | Mihály                      |                             |                             |  |  | una principessa bulgara (c) | una principessa bulgara (c) | una principessa bulgara (c) | una principessa bulgara (c) | una principessa bulgara (c) | una principessa bulgara (c) |                     |                     |                     |                     |                |                |                |                |                |                |  |  |  |  |  |  |
|  |  | Géza                 | Géza                 | Géza                 | Géza                 | Géza                 | Géza                 |        |        |                           |                           |                           |                           |                           |                           |               |               | Mihály        | Mihály        | Mihály                      | Mihály                      | Mihály                      | Mihály                      |                             |                             |  |  | una principessa bulgara (c) | una principessa bulgara (c) | una principessa bulgara (c) | una principessa bulgara (c) | una principessa bulgara (c) | una principessa bulgara (c) |                     |                     |                     |                     |                |                |                |                |                |                |  |  |  |  |  |  |
|  |  |                      |                      |                      |                      |                      |                      |        |        |                           |                           |                           |                           |                           |                           |               |               |               |               |                             |                             |                             |                             |                             |                             |  |  |                             |                             |                             |                             |                             |                             |                     |                     |                     |                     |                |                |                |                |                |                |  |  |  |  |  |  |
|  |  |                      |                      |                      |                      |                      |                      |        |        |                           |                           |                           |                           |                           |                           |               |               |               |               |                             |                             |                             |                             |                             |                             |  |  |                             |                             |                             |                             |                             |                             |                     |                     |                     |                     |                |                |                |                |                |                |  |  |  |  |  |  |
|  |  | Stefano I d'Ungheria | Stefano I d'Ungheria | Stefano I d'Ungheria | Stefano I d'Ungheria | Stefano I d'Ungheria | Stefano I d'Ungheria |        |        | una donna del clan Tátony | una donna del clan Tátony | una donna del clan Tátony | una donna del clan Tátony | una donna del clan Tátony | una donna del clan Tátony |               |               |               |               | Vazul                       | Vazul                       | Vazul                       | Vazul                       | Vazul                       | Vazul                       |  |  | Ladislao il Cieco           | Ladislao il Cieco           | Ladislao il Cieco           | Ladislao il Cieco           | Ladislao il Cieco           | Ladislao il Cieco           |                     |                     |                     |                     | Premislava (d) | Premislava (d) | Premislava (d) | Premislava (d) | Premislava (d) | Premislava (d) |  |  |  |  |  |  |
|  |  | Stefano I d'Ungheria | Stefano I d'Ungheria | Stefano I d'Ungheria | Stefano I d'Ungheria | Stefano I d'Ungheria | Stefano I d'Ungheria |        |        | una donna del clan Tátony | una donna del clan Tátony | una donna del clan Tátony | una donna del clan Tátony | una donna del clan Tátony | una donna del clan Tátony |               |               |               |               | Vazul                       | Vazul                       | Vazul                       | Vazul                       | Vazul                       | Vazul                       |  |  | Ladislao il Cieco           | Ladislao il Cieco           | Ladislao il Cieco           | Ladislao il Cieco           | Ladislao il Cieco           | Ladislao il Cieco           |                     |                     |                     |                     | Premislava (d) | Premislava (d) | Premislava (d) | Premislava (d) | Premislava (d) | Premislava (d) |  |  |  |  |  |  |
|  |  |                      |                      |                      |                      |                      |                      |        |        |                           |                           |                           |                           |                           |                           |               |               |               |               |                             |                             |                             |                             |                             |                             |  |  |                             |                             |                             |                             |                             |                             |                     |                     |                     |                     |                |                |                |                |                |                |  |  |  |  |  |  |
|  |  |                      |                      |                      |                      |                      |                      |        |        |                           |                           |                           |                           |                           |                           |               |               |               |               |                             |                             |                             |                             |                             |                             |  |  |                             |                             |                             |                             |                             |                             |                     |                     |                     |                     |                |                |                |                |                |                |  |  |  |  |  |  |
|  |  | Levente (e)          | Levente (e)          | Levente (e)          | Levente (e)          | Levente (e)          | Levente (e)          |        |        | Andrea I d'Ungheria (e)   | Andrea I d'Ungheria (e)   | Andrea I d'Ungheria (e)   | Andrea I d'Ungheria (e)   | Andrea I d'Ungheria (e)   | Andrea I d'Ungheria (e)   |               |               |               |               | Béla I d'Ungheria (e)       | Béla I d'Ungheria (e)       | Béla I d'Ungheria (e)       | Béla I d'Ungheria (e)       | Béla I d'Ungheria (e)       | Béla I d'Ungheria (e)       |  |  |                             |                             |                             |                             | Bonuzlo or Domoslav         | Bonuzlo or Domoslav         | Bonuzlo or Domoslav | Bonuzlo or Domoslav | Bonuzlo or Domoslav | Bonuzlo or Domoslav |                |                |                |                |                |                |  |  |  |  |  |  |
|  |  | Levente (e)          | Levente (e)          | Levente (e)          | Levente (e)          | Levente (e)          | Levente (e)          |        |        | Andrea I d'Ungheria (e)   | Andrea I d'Ungheria (e)   | Andrea I d'Ungheria (e)   | Andrea I d'Ungheria (e)   | Andrea I d'Ungheria (e)   | Andrea I d'Ungheria (e)   |               |               |               |               | Béla I d'Ungheria (e)       | Béla I d'Ungheria (e)       | Béla I d'Ungheria (e)       | Béla I d'Ungheria (e)       | Béla I d'Ungheria (e)       | Béla I d'Ungheria (e)       |  |  |                             |                             |                             |                             | Bonuzlo or Domoslav         | Bonuzlo or Domoslav         | Bonuzlo or Domoslav | Bonuzlo or Domoslav | Bonuzlo or Domoslav | Bonuzlo or Domoslav |                |                |                |                |                |                |  |  |  |  |  |  |
|  |  |                      |                      |                      |                      |                      |                      |        |        | Salomone                  | Salomone                  | Salomone                  | Salomone                  | Salomone                  | Salomone                  |               |               |               |               | Re d'Ungheria (dal 1074)    | Re d'Ungheria (dal 1074)    | Re d'Ungheria (dal 1074)    | Re d'Ungheria (dal 1074)    | Re d'Ungheria (dal 1074)    | Re d'Ungheria (dal 1074)    |  |  |                             |                             |                             |                             |                             |                             |                     |                     |                     |                     |                |                |                |                |                |                |  |  |  |  |  |  |

(a) La storicità o meno di Menumorut resta oggetto di dibattito per gli studiosi moderni.
 (b) Una donna cazara, pecenega o bulgara del Volga.
 (c) Györffy ritiene si tratti di una donna legata alla dinastia bulgara dei Cometopuli.
(d) Kristó ipotizza che potrebbe essere stato un membro della dinastia rjurikide attivi nella Rus' di Kiev.
 (e) Molte cronache ungheresi riferiscono che Levente, Andrea e Béla erano figli di Ladislao il Calvo, ma l'attendibilità di questo resoconto è ritenuta dubbia dagli storici moderni.

### Fonti primarie
- Dezső Dercsényi, Leslie S. Domonkos (a cura di), Chronica Picta, Corvina, Taplinger Publishing, 1970, ISBN 0-8008-4015-1.

### Fonti secondarie
- (EN) Július Bartl, Dušan Škvarna, Viliam Čičaj e Mária Kohútova, Slovak History: Chronology & Lexicon, Wauconda, Bolchazy-Carducci Publishers, 2002, ISBN 978-08-65-16444-4.
- (EN) György Györffy, King Saint Stephen of Hungary, Atlantic Research and Publications, 1994, ISBN 978-0-88033-300-9.
- (HU) György Györffy, István király és műve [Re Stefano e il suo operato], Balassi Kiadó, 2000.
- (EN) Gyula Kristó, The Life of King Stephen the Saint, in Attila Zsoldos, Saint Stephen and His Country: A Newborn Kingdom in Central Europe - Hungary, Lucidus Kiadó, 2001,  pp. 15-36, ISBN 978-963-86163-9-5.
- (HU) Gyula Kristó e Ferenc Makk, Az Árpád-ház uralkodói [Sovrani della casata degli Arpadi], I.P.C. Könyvek, 1996, ISBN 963-7930-97-3.
- (EN) Ján Steinhübel, The Duchy of Nitra, in Slovakia in History, Cambridge University Press, 2011,  pp. 15-29, ISBN 978-0-521-80253-6.